# Johann Carl Fuhlrott
Johann Carl Fuhlrott (Leinefelde, Turíngia, 31 de desembre de 1803 - Elberfeld, Wuppertal, 17 d'octubre de 1877) fou un investigador alemany, famós pel descobriment de l'home de Neandertal.
Va estudiar ciències naturals a la Universitat de Bonn, principalment paleontologia i zoologia, mineralogia i botànica. Després de la llicenciatura va fer el doctorat a la Universitat de Münster (Alemanya). Fuhlrott va exercir primer de professor a l'institut d'ensenyament secundari de Heiligenstadt i l'any 1835 va ser nomenat catedràtic d'Història Natural a la Universitat de Tubinga. L'any 1856, treballadors d'una pedrera de minerals del poble proper de Mettmann li van ensenyar uns ossos estranys que havien trobat en una cova i que pensaven que pertanyien a alguna cosa semblant a un os.

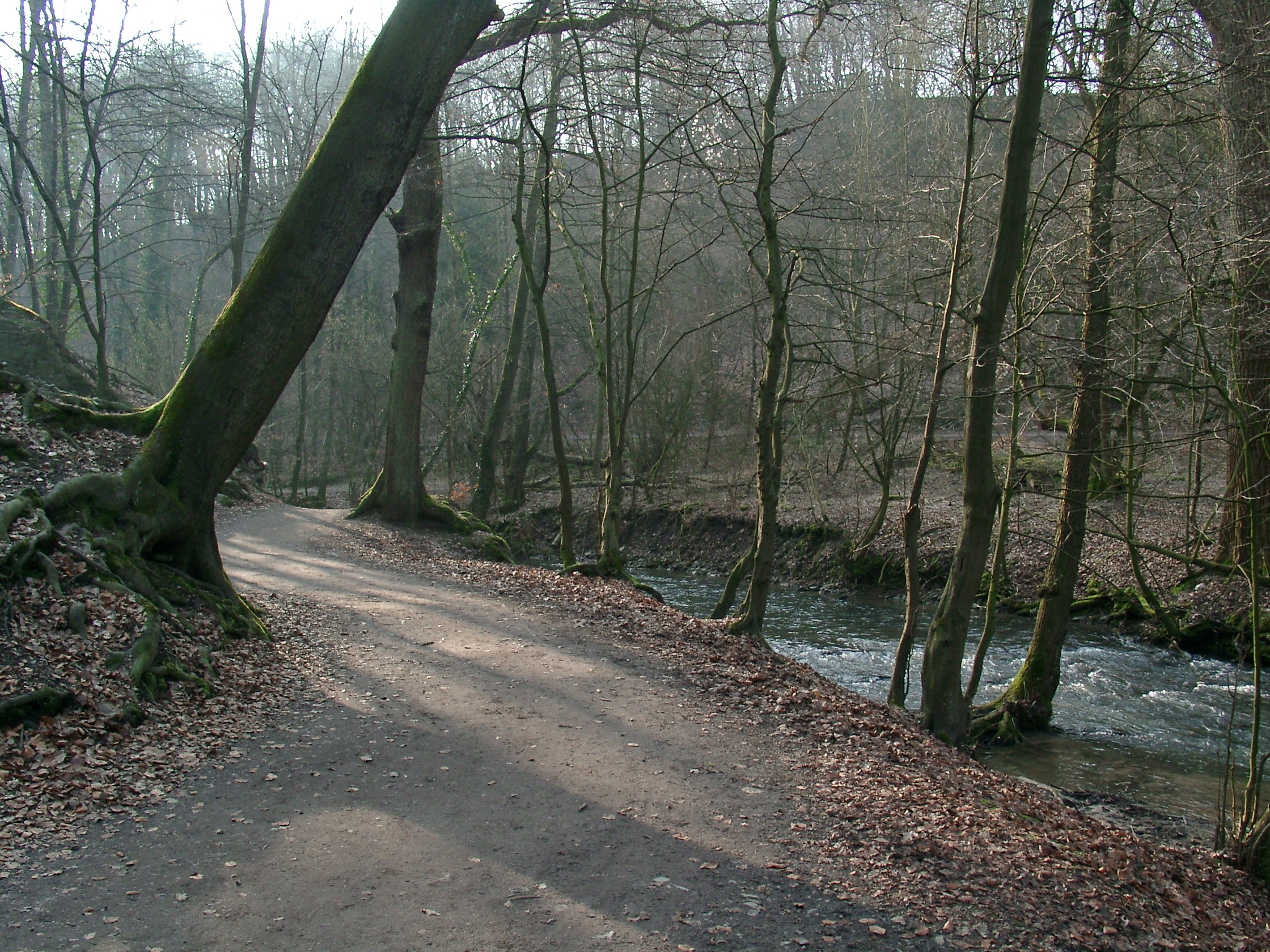
Vall de Neander

Fuhlrott els va identificar com a humans, i des del principi va pensar que eren molt antics. Hi va reconèixer algunes diferències amb els ossos comuns dels humans, per la qual cosa va decidir mostrar-los a en Hermann Schaffhausen, professor d'anatomia de la Universitat de Bonn.
Després d'un estudi, l'any 1857 donaven a conèixer la seva troballa a la comunitat científica. Segons van dir als seus contemporanis, aquests ossos pertanyien a uns individus humans d'una raça lleugerament diferent de l'actual. Les seves idees no van estar exemptes de polèmica, ja que contradeien directament les interpretacions literals de la Bíblia. Rudolf Virchow, eminent metge de l'època, va considerar l'Home de Neandertal com un idiota, raquític i artrític. A més, la teoria de l'evolució de Charles Darwin encara no havia estat publicada.
Avui dia, hom els considera a ambdós com els pares de la Paleoantropologia. El terme "Neandertal" respon al lloc on van ser trobats els ossos, la vall (en alemany tal) de Neander.